# Octobre 1913

## Événements
- L'Allemagne encourage son allié autrichien lors de la question du tracé de la frontière avec l’Albanie.
- Octobre - Novembre : élections législatives en Italie. La nouvelle loi électorale porte le nombre des électeurs de 3,3 millions à 8,7. Giovanni Giolitti conclut un accord avec l’Unione Cattolica qui l’assure de son appui (Pacte Gentiloni) ; 33 députés catholiques font leur entrée à la Chambre.

- 1er octobre (Mexique) : prise de Torreón par les constitutionnalistes.

- 6 octobre (Tibet) : une conférence réunit à Simla des représentants des autorités britanniques, chinoises et tibétaines (fin en juillet 1914). Il en résulte une convention provisoire qui porte sur l’harmonisation de leurs relations mutuelles et en particulier sur la question des frontières (Ligne Mac-Mahon). La convention prévoit également l’autonomie du Tibet et la souveraineté de la Chine sur le Tibet intérieur, qui a une frontière commune avec la Chine. L’accord signé en avril 1914, n’est jamais ratifié par la Chine.

- 9 octobre (France), Mise en service du premier central téléphonique automatique français à Nice

- 10 octobre : fin du percement du canal de Panama (inauguré le 15 août 1914).

- 14 octobre : l'Alsacien Victor Stoeffler devient le recordman du monde de distance en parcourant 2 165 km en 24 heures, en volant de minuit à minuit sur un Aviatik biplan à moteur Mercedes, effectuant conjointement le premier vol libre de nuit.

- 14 octobre : Catastrophe minière de Senghenydd (en), plus grave accident minier au Royaume-Uni avec 439 morts.

- 26 octobre : Guillaume II d'Allemagne annonce à Berchtold que la guerre « entre l’Est et l’Ouest sera inévitable à la longue ». Quelques jours après, il déclare au roi Albert Ier de Belgique que la guerre contre la France est inévitable.

## Naissances
- 3 octobre : Anastasio Ballestrero, cardinal italien, archevêque de Turin († 21 juin 1998).
- 6 octobre : Jules Lowie, coureur cycliste belge († 2 août 1960).
- 10 octobre : Claude Simon, écrivain français, Prix Nobel de littérature 1985 († 6 juillet 2005).
- 16 octobre : Božidar Popović, mathématicien, astronome et espérantiste serbe († 6 mars 1993).
- 22 octobre : Robert Capa, photographe américain d'origine hongroise († 25 mai 1954).
- 25 octobre : Klaus Barbie, chef de la Gestapo de Lyon pendant la Seconde Guerre mondiale, condamné en 1987 pour crimes contre l'humanité († 25 septembre 1991).
- 27 octobre : Otto Wichterle, chimiste tchèque inventeur des lentilles de contact souples († 18 août 1998).